# Giro di Calabria 1988
Il Giro di Calabria 1988, prima storica edizione della corsa, si svolse dal 5 al 6 aprile 1988 su un percorso totale di 410,2 km ripartiti su 2 tappe. La vittoria fu appannaggio dell'italiano Gianni Bugno, che completò il percorso in 10h23'27" precedendo i connazionali Emanuele Bombini e Giuseppe Petito.

## Tappe
| Tappa  | Data     | Percorso                  | km    | Vincitore di tappa | Leader cl. generale |
| ------ | -------- | ------------------------- | ----- | ------------------ | ------------------- |
| 1ª     | 5 aprile | Crotone > Cosenza         | 215,4 | Gianni Bugno       | Gianni Bugno        |
| 2ª     | 6 aprile | Villaggio Palumbo > Palmi | 194,8 | Daniele Bruschi    | Gianni Bugno        |
| Totale | Totale   | Totale                    | 410,2 |                    |                     |

## Dettagli delle tappe

### 1ª tappa
- 5 aprile: Crotone > Cosenza – 215,4 km

Risultati
| Pos. | Corridore        | Squadra      | Tempo    |
| ---- | ---------------- | ------------ | -------- |
| 1    | Gianni Bugno     | Château d'Ax | 5h28'47" |
| 2    | Giuseppe Petito  | Gis Gelati   | s.t.     |
| 3    | Emanuele Bombini | Gewiss       | s.t.     |

| Pos. | Corridore    | Squadra      | Tempo |
| ---- | ------------ | ------------ | ----- |
| 1    | Gianni Bugno | Château d'Ax | ?     |

### 2ª tappa
- 6 aprile: Villaggio Palumbo > Palmi – 194,8 km

Risultati
| Pos. | Corridore       | Squadra   | Tempo    |
| ---- | --------------- | --------- | -------- |
| 1    | Daniele Bruschi | Atala     | 4h54'13" |
| 2    | Moreno Argentin | Gewiss    | s.t.     |
| 3    | Luca Gelfi      | Del Tongo | s.t.     |

## Classifiche finali

### Classifica generale
| Pos. | Corridore        | Squadra                | Tempo     |
| ---- | ---------------- | ---------------------- | --------- |
| 1    | Gianni Bugno     | Château d'Ax           | 10h23'27" |
| 2    | Emanuele Bombini | Gewiss                 | s.t.      |
| 3    | Giuseppe Petito  | Gis Gelati             | s.t.      |
| 4    | Flavio Giupponi  | Del Tongo              | a 50"     |
| 5    | Edoardo Rocchi   | Selca-Ciclolinea-Conti | a 58"     |